# 皇帝級戰艦
皇帝级战列舰或称凯撒级战列舰是德意志帝国海军在第一次世界大战之前建造、并在战争中服役的五艘战列舰的船级。这是德国的第三个无畏舰船级，并且首次采用涡轮发动机和超射炮塔。五艘舰分别为皇帝号、腓特烈大帝号、皇后号、柳特波德摄政王号和阿尔贝特国王号。根据这一时期德国战列舰的惯例，皇帝级装备了十门305毫米主炮，但这比其主要竞争对手、英国的俄里翁級戰艦的343毫米主炮较小。
所有五艘同级舰只都参加了战争期间在北海的行动，它们共同组成为公海舰队第三战列分舰队的第六支队。有四艘舰参加了日德兰海战，惟阿尔贝特国王号当时仍处于船坞。在这场战斗中，仅皇帝号遭到两枚大口径炮弹击中而受损。这些舰只也参加了在波罗的海的阿尔比恩行动，在行动过程中，它们被改组为第四战列分舰队，受海军中将威廉·蘇雄指挥。
战争结束后，五艘皇帝级舰只与大多数公海舰队的主力被英国皇家海军扣押在斯卡帕湾。它们于1919年6月21日自行凿沉，以避免遭英国强占。这些舰只随后被打捞上岸，并在1929年至1937年间拆为废铁。

## 设计
皇帝级战列舰是同样根据《第二部舰队法》与先前的黑尔戈兰级战列舰一同订购。该法规定主力舰的预期寿命将从25年降低至20年，以此为建造新的战列舰提供必要依据。这意味着八艘齐格弗里德级岸防舰，以及四艘勃兰登堡级战列舰将不得不被替换。而五艘皇帝级舰会将被用来取代其中五艘齐格弗里德级舰只，分别为希尔德布兰德号、海姆达尔号、哈根号、奥丁号和埃吉尔号。

### 整体特征
皇帝级战列舰的水线长度为171.8米，全长为172.4米。伴随着29米的舷宽、9米的前吃水和8米的后吃水，皇帝级的常规排水量达到27000吨。船体被分为17个水密舱室，其中包括长度占船体总长约88%的双层船底。舰只的标准船员编制为41名军官和1043名水兵。在担当分舰队的旗舰时，它可额外增加14名军官和80名水兵，而在作为第二旗舰时，亦可额外搭载2名军官和23名水兵。
皇帝级是出色的远洋舰船，但刚性较大，在遭遇巨浪时会有轻微的速度损失。它们在接收到舵手的指令后可以开始迅速转向，但需要承受舵机的巨大力矩。在满舵时，舰只最多会损失66%的速度和高达8度的倾侧。皇帝级的横向稳心高度为2.59米。

### 推进装置
皇帝级舰只是首批由涡轮发动机提供动力的德国战列舰。在海军部和德国造船企业试图找到一种替代方案以打破帕森斯公司的垄断地位的背景下，它们使用的涡轮机来自几个不同的制造商。不过，皇帝号和皇后号仍均配备了三组帕森斯涡轮机。腓特烈大帝号则搭载有三组AEG-柯蒂斯涡轮机，而阿尔贝特国王号使用的是希肖涡轮机。这些涡轮机可驱动直径为3.75米的三叶螺旋桨，设计速度为21節（39每小時；24英里每小時）。舰只都具备两个船舵。
柳特波德摄政王号仅在两侧外轴上搭载两组帕森斯涡轮机。此举是为了要在中心轴安装单台功率为12000锅炉马力的日耳曼尼亚六缸二冲程柴油发动机。然而，柴油动力装置却未能按时安装至柳特波德摄政王号，因此舰只在航行时仅能依靠两侧外轴。在试验中，柳特波德摄政王号的速度大约比其姊妹舰慢约半节。
蒸汽由16台舒尔茨－桑尼克罗夫特式（Schulz-Thornycroft）细管径三锅筒水管锅炉提供，除了柳特波德摄政王号——它只有14台锅炉。空心炉栅在1916年至1917年间被安装至锅炉。三轴舰只的贮煤量为3600吨，这使得它们可以12节的巡航速度最多航行7900海里。柳特波德摄政王号的燃煤舱只能携带3200吨煤，但有专为柴油发动机而设、容量为400吨的燃油箱。单就柴油动力而言，柳特波德摄政王号可以12节的巡航速度最多航行2000海里。
电力是由四台双涡轮发电机和一对柴油发电机提供，可输出总电功率为1800千瓦的225伏特电力。

### 武器系统

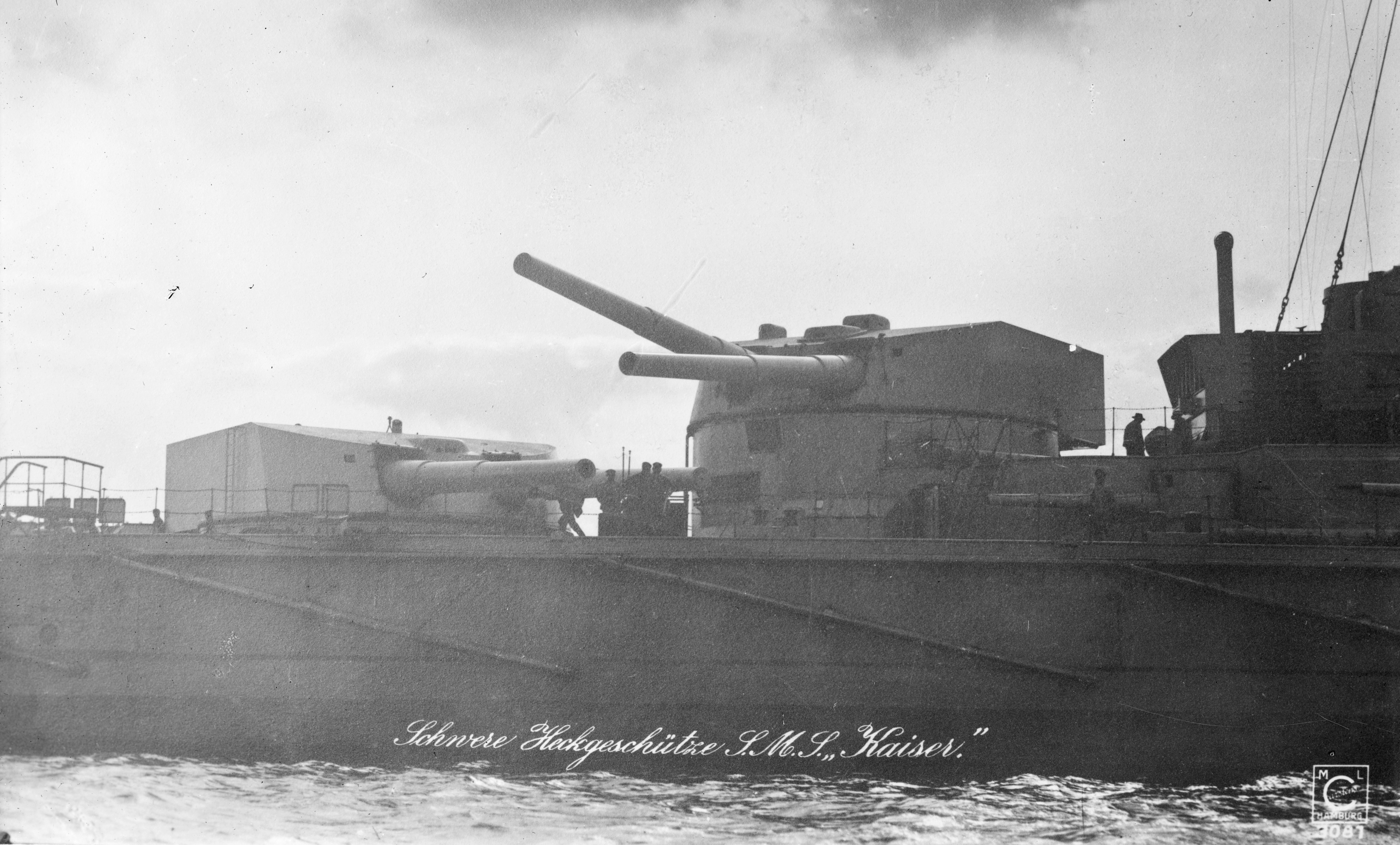
皇帝级的舰艉超射炮塔

皇帝级战列舰装备的主炮为十门305毫米50倍径速射炮，它们分布在五座双联装炮塔中。其中一座炮塔安装在舰艏，两座以雁列式布局安装在舰舯，而第四和第五座炮塔则以超射布局排列在司令塔后方的舰艉。主炮可供应每炮86轮、总共860发弹药。炮弹有406公斤重，初速则约为每秒854米。主炮被放置在Drh LC/1909型底托炮架上，这与其前身黑尔戈兰级所使用的旧款Drh LC/1908型非常相似。该炮架最初可以降低-8度和仰高13.5度。在最大仰角时，主炮的射程可达16299米。炮架在其后进行了修改，以将范围压低至-5.5度和提升至16度。这可令最大射程扩展至20400米。
副炮系统包括分别安装在炮廓内的十四门150毫米45倍径速射炮。每门炮可供应160轮的45.3公斤炮弹，共计2240发。射击的初速为835米/秒，可以命中距离13500米以内的目标，而在1915年进行修改后，射程扩展至16800米。舰只同样也装备有八门88毫米45倍径速射炮。它们最终被四门88毫米45倍径高射炮所取代，其中的两门其后又被移除。按照这一时代主力舰的惯例，皇帝级还武装有五门500毫米水下鱼雷发射管。其中一门分布在舰艏，另外四门则安装在舷侧——每侧各两门。

### 装甲系统

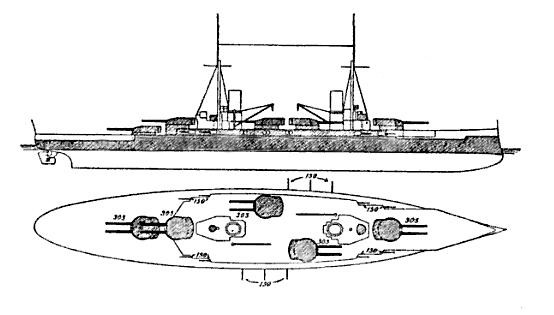
阴影区域表示舰只受装甲保护的部分

如同当代德国的所有主要军舰，皇帝级战列舰也受到克虏伯生产的渗碳装甲所保护。甲板装甲的厚度从关键区域的100毫米至次重要区域的60毫米不等。中央大本营的装甲带有350毫米厚，并分别向舰艏和舰尾递减至180毫米和120毫米厚。在装甲带之后，舰只的防鱼雷舱壁有40毫米厚。前司令塔的两侧和顶部分别为400毫米和150毫米厚。后司令塔的装甲则显著变薄，两侧和顶部分别仅有200毫米和50毫米厚。而各主炮塔两侧则有300毫米厚，塔顶为110毫米厚。150毫米炮在底托炮架上的装甲板有170毫米厚，炮盾则有80毫米厚。

## 建造
皇帝号作为这一船级的主导舰，是在基尔的帝国船厂以序列号35建造。它于1909年12进行龙骨架设，1911年3月22日下水，并于1912年8月1日编入公海舰队服役。腓特烈大帝号跟随于1910年1月26日，在汉堡的伏尔铿船厂架设。它于1911年6月10日下水，并在1912年10月15日入役。皇后号作为同级别的第三艘舰，于1910年11月在基尔的霍瓦兹船厂架设。它于1911年11月11日下水，并在1913年5月14日入役。
阿尔贝特国王号于1910年7月17日在但泽的希肖船厂架设，1912年4月27日下水，并在1913年7月31日加入舰队。而柳特波德摄政王号，同级别的最后一艘舰，则是在1911年1月于基尔的日耳曼尼亚船厂架设，1912年2月17日下水和在1913年8月19日入役。

### 皇帝级舰只
| 舰只             | 造船厂             | 名称来源                  | 架设日期   | 下水日期       | 完工日期       | 结局              |
| ---------------- | ------------------ | ------------------------- | ---------- | -------------- | -------------- | ----------------- |
| 皇帝号           | 基尔帝国船厂       | 德意志皇帝威廉二世        | 1909年10月 | 1911年3月22日  | 1912年8月1日   | 1919年6月21日凿沉 |
| 腓特烈大帝号     | 汉堡伏尔铿船厂     | 普鲁士国王腓特烈二世      | 1910年1月  | 1911年6月10日  | 1912年10月15日 | 1919年6月21日凿沉 |
| 皇后号           | 基尔霍瓦兹船厂     | 德国皇后奥古斯塔·维多莉亚 | 1910年11月 | 1911年11月11日 | 1913年5月14日  | 1919年6月21日凿沉 |
| 阿尔贝特国王号   | 但泽希肖船厂       | 萨克森国王阿尔贝特        | 1910年7月  | 1912年4月27日  | 1913年7月31日  | 1919年6月21日凿沉 |
| 柳特波德摄政王号 | 基尔日耳曼尼亚船厂 | 巴伐利亚摄政王柳特波德    | 1910年10月 | 1912年2月17日  | 1913年8月19日  | 1919年6月21日凿沉 |

## 服役历史

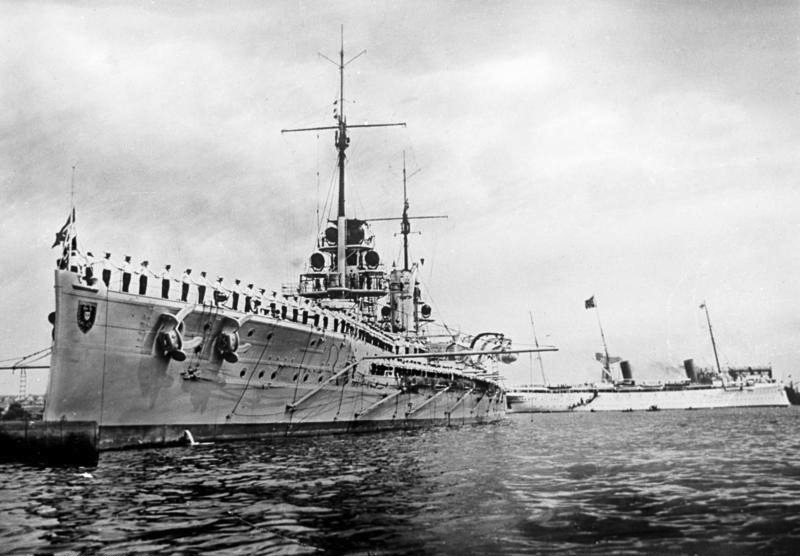
皇帝号参加1913年6月的基尔周庆典。其背景为皇家游艇霍亨索伦号游艇。

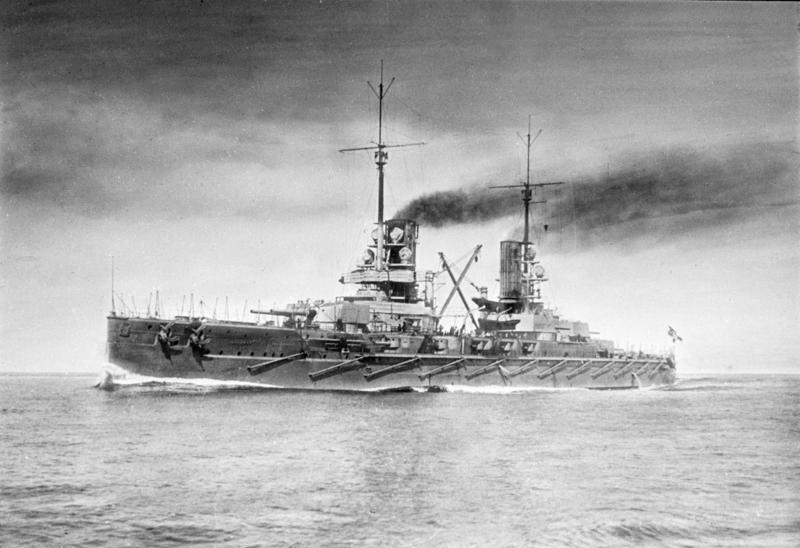
战前的柳特波德摄政王号插画

### 战前
在1913－1914年，两艘皇帝级舰只——皇帝号和阿尔贝特国王号参与了前往南美洲和南非的主要越洋巡航。巡游的主要目的是为展示德国的强大力量，以及测试新涡轮发动机在执行远距离任务时的可靠性。随着第一次世界大战爆发，两艘舰均已返回北海的的德国基地。

### 突袭斯卡布罗、哈特尔浦及惠特比
皇帝级战列舰在战争中参加的首次重大行动是1914年11月15日至16日的突袭斯卡布罗、哈特尔浦及惠特比。这次突袭主要是由弗朗茲·馮·希佩爾率领的大巡洋舰编队——第一侦察集群实施。而皇帝级战列舰，连同拿骚级、黑尔戈兰级和国王级等公海舰队主力则进行远程支援。公海舰队的指挥官腓特烈·冯·英格诺尔决定占据大致在北海中部，即斯卡布罗以东约130海里的位置。
英国皇家海军此时已从最近搁浅的马格德堡号小巡洋舰上截取了德军的电码本，意识到行动正在进行，但不确定德国人将在何处发动袭击。因此，英国海军部下令派出戴维·贝蒂率领的第1战列巡洋分舰队、六艘战列舰组成的第2战列分舰队，以及一些巡洋舰和驱逐舰，试图对德国大巡洋舰进行拦截。然而，贝蒂的特混编队却直接冲入了公海舰队主力舰群中。清晨6:20，贝蒂的部分驱逐舰接触到了德国V155号鱼雷舰。这使得英国驱逐舰和德国巡洋舰频繁在超近距离中开始了长达两小时的混战。在首次相遇的时候，皇帝级战列舰距离6艘英国无畏舰仅有不到10英里，这是在极佳的射程范围之内，但在黑暗中，无论是英国或德国指挥官均未察觉到对方舰队的虚实。海军上将英格诺尔谨遵德皇所下达的在没有其明确批准之下不要让舰队轻举妄动的命令。他得出的结论为己方部队面对的是大舰队主力，因此在首次接触的10分钟后，他下令向左转舵往西南方向前进。转舵因持续攻击而延误，但还是在6:42完成。在随后大约40分钟的时间里，两支舰队是以平行的航线行驶。至7时20分，英格诺尔下令进一步向左转舵，将他的舰队驶回德国水域。

### 炮击雅茅斯及洛斯托夫特
皇帝级战列舰参加了另一次英格兰沿岸的突袭行动，并再次为德国的大巡洋舰部队——第一侦察集群提供支援。后者是在1916年4月24日10:55从亚德湾锚地出发，公海舰队的其余部分则随后在13时40分出发。在前往目标的途中，大巡洋舰塞德利茨号撞上水雷，并不得不撤回。其它巡洋舰则在炮击洛斯托夫特时大致平安无事，但在接近雅茅斯期间遇到了哈里奇部队的英方巡洋舰。双方遂进行了短暂的交火，直至哈里奇部队后撤。但英国潜艇在该地区出没的报告却促使第一侦察集群撤退。与此同时，公海舰队的指挥官，海军上将赖因哈德·舍尔也收到了大舰队从斯卡帕湾基地出动的警告，遂率领公海舰队大部撤回至德国的安全水域。

### 日德兰海战
有四艘皇帝级战列舰参加了在1916年5月31日至6月1日爆发的日德兰海战。该行动试图复制此前的计划，对大舰队的一部分进行牵扯和摧毁。皇帝号、皇后号、柳特波德摄政王号，以及舍尔的旗舰腓特烈大帝号组成了第三战列分舰队的第六支队。第三分舰队是3个战列舰部队之首，然而，该分舰队第四支队的国王级战列舰才是舰队的先锋。皇帝级紧随其后，它们的后方是第二战列分舰队的黑尔戈兰级和拿骚级；殿后部队则由第一战列分舰队年迈的德国级前无畏舰组成。
在欧洲中部时间16:00前不久，第一侦察群的大巡洋舰遇到了由戴维·贝蒂率领的英国第一战列巡洋分舰队，双方就此开始火炮对决，其中英国的不倦号在17:00过后、以及玛丽王后号在不足一个半小时后均被摧毁。与此同时，德国的战列巡洋舰为了将英国舰只引向公海舰队的主力而向南航行。至17:30，国王号作为领头的德国战列舰，发现己方第一侦察群和敌方第一分舰队接近。德国大巡洋舰旋即向右转舵航行，而英国舰只则向左转舵。17时45分，舍尔下令向左转舵2点以使其舰只靠近英国战列巡洋舰。一分钟后，即17时46分，他下达了开火的命令。而皇帝级舰只，除了柳特波德摄政王号外，都尚未到达有效的射程范围。柳特波德摄政王号设法在20400－19500米的范围内发射了8组齐射，直至双方的距离再次拉大。与此同时，皇帝号和腓特烈大帝号连同第二分舰队的战列舰均处在英国第2轻巡洋舰分舰队的射程范围内。然而，十艘战列舰的密集开火却妨碍了准确定位，并仅在几轮齐射后便基本停火。

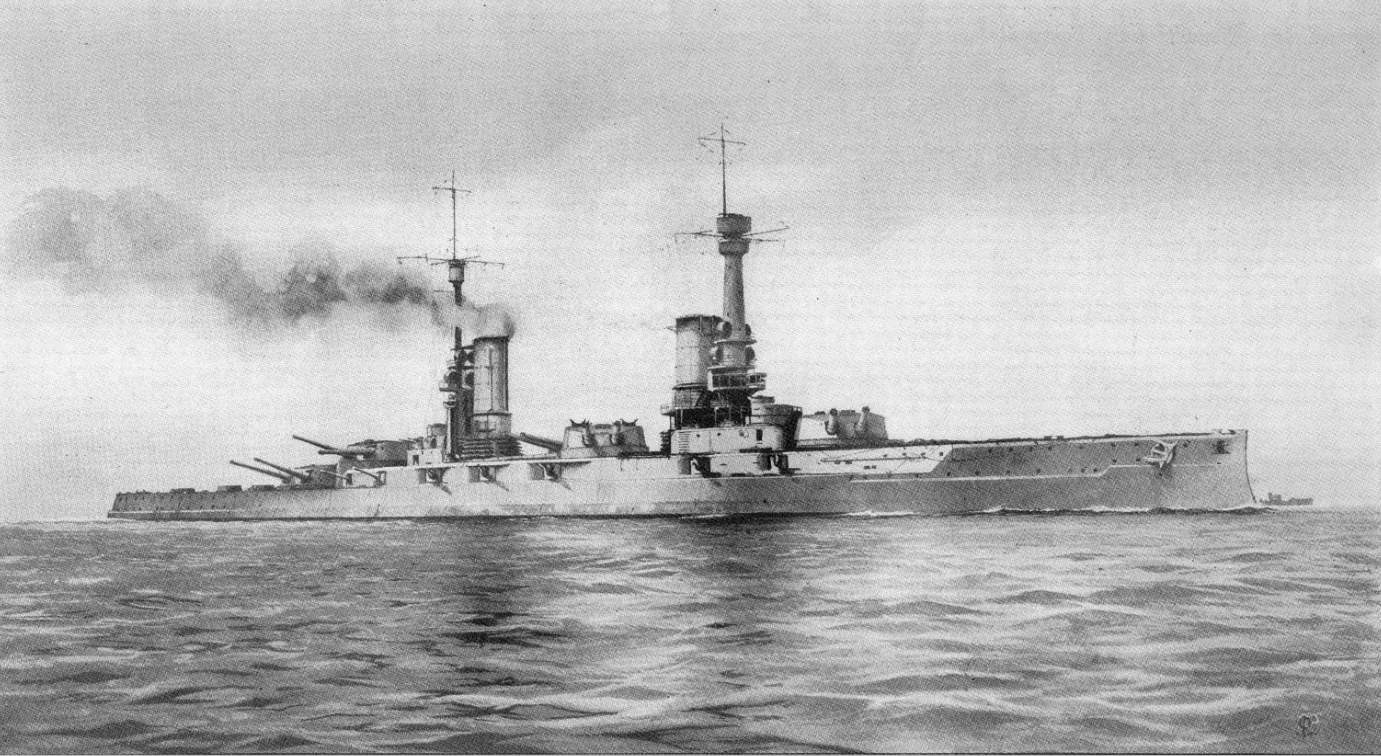
皇帝号的右舷射击

傍晚19:00后不久，小巡洋舰威斯巴登号在英国轻型部队的攻击下已然失效，舍尔遂试图调遣他的舰只实施掩护以将受损的巡洋舰拖走。19:05，英国装甲巡洋舰防卫号和勇士号开始进一步射击受创的威斯巴登号。然而在19:15，希佩尔的大巡洋舰和第三分舰队的战列舰抵达现场，开始在不到7300米的距离内重击英国舰只。皇帝号和三艘国王级战列舰集中火力面对两艘英国巡洋舰，直至防卫号的弹药库被穿透，并伴随着巨大的爆炸被摧毁。勇士号也受损严重及起火燃烧，但仍设法向北逃逸，驶往伊丽莎白女王级战列舰所在的英国第五战列分舰队。
尽管勇士号是在自身硝烟的掩护下向北撤退，但战列舰厌战号却由于太靠近其姊妹舰英勇号，而不得不向右转舵以避免碰撞，并就此进入德舰射程。在那一刻，从皇帝号射出的炮弹命中厌战号的操舵装置并造成卡阻，舰只暂时只能通过绕圈航行移动。腓特烈大帝号、国王号、两艘拿骚级和和三艘黑尔戈兰级战列舰向厌战号持续开火了约20分钟；后者共被击中11次，直至其移出德国人的视线。由于操舵装置无法得到充分修复，厌战号被迫撤出战斗；它的消失使得德国人相信舰只已经沉没。
当德国舰队返回亚德湾的时候，拿骚级战列舰的拿骚号、威斯特法伦号和波森号，以及黑尔戈兰级战列舰的黑尔戈兰号和图林根号负责在外锚地执行警戒任务。皇帝号、皇后号和柳特波德摄政王号这几艘基本没有受损的战列舰负责封锁威廉港外围的防御阵地。而其它的主力舰——那些仍然具备作战能力，自身拥有燃料和库存单药的舰只则在内港进行补给。
在日德兰海战中，皇帝号共发射出224枚重炮及41枚副炮炮弹；皇后号分别发射了160枚和135枚；柳特波德摄政王号分别发射了169枚和106枚以及腓特烈大帝号分别发射了72枚和151枚。皇帝号在战斗期间遭到两枚大口径炮弹击中，是这一船级唯一被命中的舰只，但仅造成1人受伤。

### 阿尔比恩行动

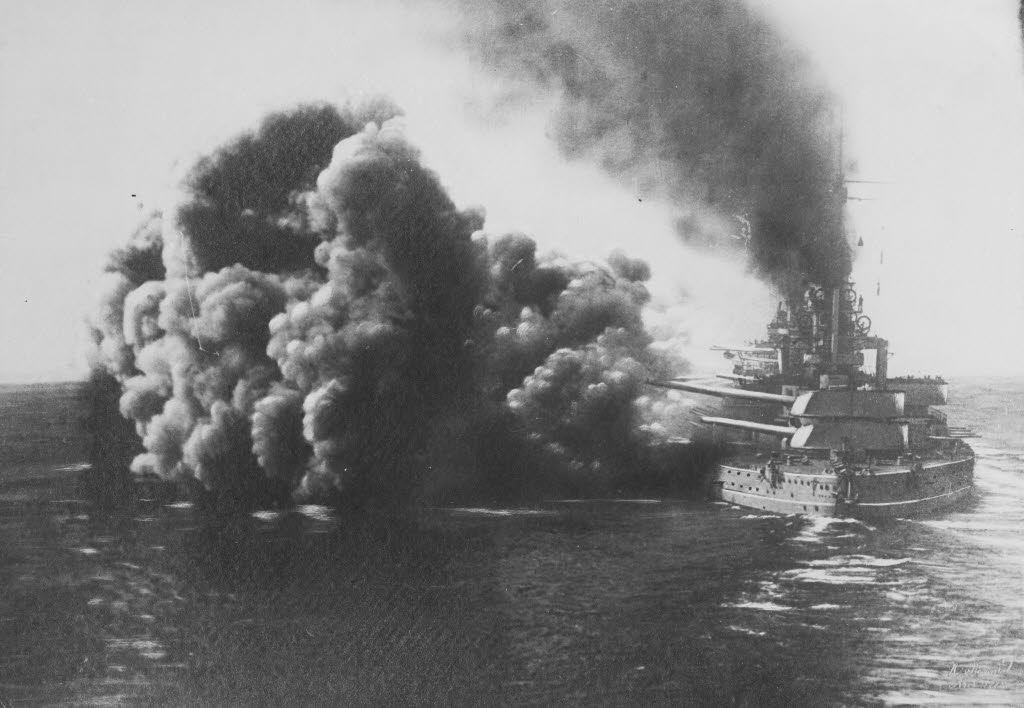
柳特波德摄政王号炮击萨马雷岛（1917年10月）

在1917年9月上旬，继德国攻克俄国港口里加后，德国海军决定驱逐仍残留在里加湾的俄国海军力量。为此目的，海军参谋本部的行动计划是夺取波罗的海岛屿萨雷马岛，尤其是夺取瑟尔韦半岛的俄国炮台。9月18日，一次海陆空联合进攻行动受命出发，以占领萨雷马岛及穆胡岛。海军的主要组成部分是由旗舰毛奇号引领的公海舰队第三和第四战列分舰队。其中第三分舰队包括四艘国王级舰只，并在此时加入了新战列舰巴伐利亚号。第四分舰队则由五艘皇帝级战列舰组成。连同九艘小巡洋舰、三支鱼雷舰区舰队和几十艘水雷艇，整个出战规模约为300艘舰船，并有超过100架飞机和6艘飞艇提供空中支援。共有约24600名官兵参与此次入侵。抗击德国的力量则包括原俄国的前无畏舰光荣号和太子号，装甲巡洋舰巴彦号、马卡罗夫将军号和蒂亚娜号，26艘驱逐舰，以及若干鱼雷艇和炮艇。而萨雷马岛的驻军人数约为14000人。
行动开始与10月12日，当皇帝级攻击瑟尔韦半岛的炮台。同时，毛奇号、巴伐利亚号和国王级也开始开始轰击塔加拉赫湾的俄国岸基炮台。但俄国人在穆胡岛的入口处卡萨尔湾（Kassar Wiek）负隅顽抗，拖慢了德军的前进步伐。10月14日，皇帝号从炮击部队中分离，以应对阻碍德国扫雷舰的俄国驱逐舰。在皇帝号305毫米炮的掩护下，德国鱼雷舰顺利冲入穆胡岛水域。而在随后的冲突中，俄国驱逐舰格罗姆号被击残并最终沉没。
俄国设于瑟尔韦半岛的305毫米海岸炮仍然是一个重大问题，因此尽管皇帝号扰乱了俄国驱逐舰，皇后号、阿尔贝特国王号和腓特烈大帝号仍然在瑟尔韦以外12000米至20000米的范围内苦于炮击。俄国人的反击火炮被证明更为精确，导致德国无畏舰必须不断改变航向以避免被击中。受制于水雷和潜艇，这次攻击仅持续了大约一个小时。翌日清晨，两艘国王级战列舰被派往穆胡岛以摧毁驻扎在那里的俄国舰艇。其中国王号击沉了前无畏舰光荣号，而王储号也迫使其余军舰撤退。至10月20日，海军行动有效结束；俄国舰艇均已被摧毁或被迫撤退，德国陆军也达成其目标。

### 结局

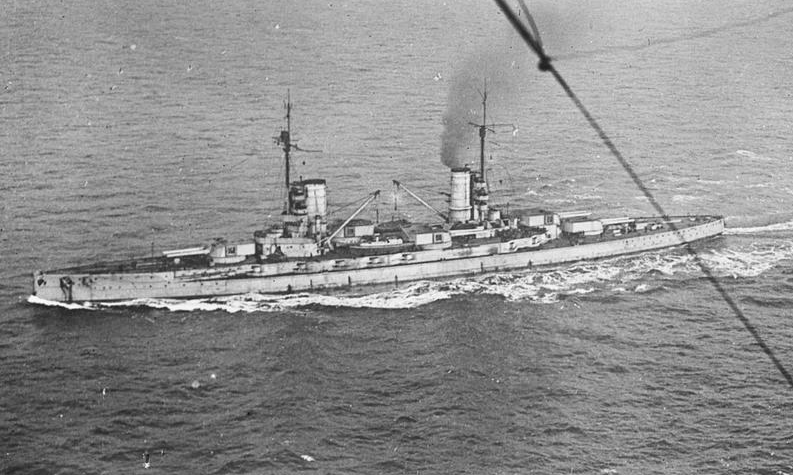
皇帝级战列舰于1918年11月21日驶往斯卡帕湾

随着德国在1918年11月投降，公海舰队的大部分舰只将在海军少将路德维希·冯·罗伊特的指挥下，被扣留至斯卡帕湾的英国海军基地。在落实《凡尔赛条约》的谈判过程中，舰队仍然维持拘禁状态。罗伊特推断英国方面将在6月21日，即谈判到期而无法达成协议的情况下会强行抢占德国军舰，却不知该期限已被延长至6月23日。为了防止这种情况，他决定第一时间凿沉己方舰只。6月21日上午，英国舰队离开斯卡帕湾进行训练演习；罗伊特于11:20向全体德国军舰下达了他的命令。
腓特烈大帝号是公海舰队最先被凿沉的舰只，于12:16沉没。它在1937年4月29日被捞起并拖至罗塞斯拆解。舰上的大钟则于1965年归还德国，现存于格吕克斯堡的德国海军基地。阿尔贝特国王号跟随于12:54成为舰队第二艘沉没的舰只。该舰此后于1935年7月31日被打捞上岸，并在一年后在罗塞斯解体。皇帝号于13:25沉没，1929年3月20日捞起，拆除工作则是1930年在罗塞斯展开。柳特波德摄政王号于分钟后在13:30沉没。他于1931年7月9日也被打捞上岸，并在罗塞斯拆解。皇后号作为同船级最后一艘下沉的舰只，于14:00淹没在水平面以下。它于1936年5月14日捞起，并在同年于罗塞斯拆解。

## 脚注

### 引文
1. ↑  Gardiner & Gray，第28頁.
2. 1 2  Gröner，第23-30頁.
3. ↑  Tarrant，第62頁.
4. ↑  Tarrant，第296頁.
5. ↑  Staff，第151頁.
6. 1 2 3 4 5 6 7 8 9 10 11 12 13 14 15 16 17  Gröner，第26頁.
7. ↑  海战事典.2，第13頁.
8. ↑  Gardiner & Gray，第135頁.
9. ↑  海战事典.2，第30頁.
10. ↑  海战事典.2，第27頁.
11. ↑  海战事典.2，第31頁.
12. ↑  海战事典.2，第38頁.
13. 1 2 3  Preston，第74頁.
14. ↑  Weir，第95–96頁.
15. ↑  Weir，第95頁.
16. 1 2 3 4 5  Gardiner & Gray，第147頁.
17. ↑  Breyer，第260頁.
18. 1 2  Gardiner & Gray，第140頁.
19. 1 2  Tarrant，第31頁.
20. ↑  Tarrant，第32頁.
21. ↑  Tarrant，第33頁.
22. ↑  Tarrant，第53頁.
23. ↑  Tarrant，第54頁.
24. ↑  Tarrant，第286頁.
25. ↑  Tarrant，第94–95頁.
26. ↑  Tarrant，第100–101頁.
27. ↑  Tarrant，第110頁.
28. 1 2  Tarrant，第111頁.
29. ↑  Tarrant，第139–141頁.
30. ↑  Tarrant，第141頁.
31. ↑  Tarrant，第142–143頁.
32. ↑  Tarrant，第143頁.
33. ↑  The New York Times 1916-05-15.
34. ↑  Tarrant，第263頁.
35. ↑  Tarrant，第292頁.
36. ↑  Tarrant，第298頁.
37. ↑  Halpern，第213頁.
38. ↑  Halpern，第214–215頁.
39. ↑  Halpern，第215頁.
40. ↑  Halpern，第216頁.
41. ↑  Halpern，第217頁.
42. ↑  Halpern，第217–219頁.
43. ↑  Halpern，第219頁.
44. ↑  Tarrant，第282頁.
45. ↑  Herwig，第256頁.